# Cremona
Cremona é uma comuna italiana da região da Lombardia, província de Cremona, com cerca de 72.267 habitantes. Estende-se por uma área de 70 km², tendo uma densidade populacional de 1022,84 hab/km². Faz fronteira com Bonemerse, Castelverde, Castelvetro Piacentino (PC), Gadesco-Pieve Delmona, Gerre de' Caprioli, Malagnino, Monticelli d'Ongina (PC), Persico Dosimo, Sesto ed Uniti, Spinadesco, Stagno Lombardo.
A cidade de Cremona é famosa por ser a terra de Antonio Giacomo Stradivari (mais conhecido pelo nome em latim Antonius Stradivarius), célebre luthier italiano e por seus violinos e instrumentos de corda. Também é famosa por Monteverdi, sua música e suas óperas. A culinária, referida como La Cucina Cremonese também é famosa. Cremona também é terra natal do Papa Gregório XIV.
A cidade é atravessada pelo rio Po, importante via fluvial usada desde os tempos medievais para o tráfego e o comércio. Está localizada numa área rica e fértil, famosa por suas carnes, frutas, verduras, castanhas e amêndoas.
A Catedral de Cremona é uma das maiores e mais bonitas catedrais da Itália, com uma torre  (il Torrazzo). Com 112 m de altura, ela é a segunda mais alta da Itália, sendo superada apenas pela torre de Mortegliano.

## Demografia
| Variação demográfica do município entre 1861 e 2011                               |
|                                                                                   |
| Fonte: Istituto Nazionale di Statistica (ISTAT) - Elaboração gráfica da Wikipedia |